# Heriaeus graminicola
Heriaeus graminicola là một loài nhện trong họ Thomisidae.
Loài này thuộc chi Heriaeus. Heriaeus graminicola được Carl Ludwig Doleschall miêu tả năm 1852.